# Shawn Ray
Shawn Ray (ur. 9 września 1965 w Fullerton) – amerykański zawodowy kulturysta.

## Kariera
Rozpoczął karierę, zachęcony sukcesami kulturystów takich jak Chris Dickerson i Bob Paris czy francuskiego kulturysty François Benfatto, którego zobaczył w filmie dokumentalnym w 1990 roku. Trzynaście razy startował do konkursu Mr. Olympia, gdzie wielokrotnie plasował się w „pierwszej trójce” (1990, 1993, 1994, 1997), najbliżej zdobycia tytułu był w 1996 roku, kiedy to zajął drugie miejsce za Dorianem Yatesem, przez dwanaście lat nie lokował się niżej niż na miejscu piątym (1991, 1995, 1998, 2000, 2001), choć w 1988 był także na dalszym 13. miejscu. Zrealizował sześć dokumentalnych filmów wideo; Lifestyles of the Fit & Famous (Biopic), Final Countdown (Contest Prep dla Olympia 1998), Inside & Out, To The Extreme, Best of Shawn Ray i Fitness After 40. Był wymieniony w The New Encyclopedia of Modern Bodybuilding autorstwa Billa Dobbinsa i Arnolda Schwarzeneggera.

### Życie prywatne
W latach 1988–92 związany był z aktorką, tancerką i modelką Brooke Burke (od 2011 partnerką aktora Davida Charveta). W 2003 roku poślubił Kristie Ray, z którą ma dwie córki Asię Monet Ray (ur. 10 sierpnia 2005) i Bellę Blu (ur. 30 kwietnia 2008). Ray promuje konkurs Pro New York w Nowym Jorku. Jego pierwsza córka Asia była zawodniczką na Abby's Ultimate Dance Competition i dotarła do finału, umieszczana na 3. miejscu.

## Osiągnięcia sportowe
- 1983 California Gold Cup
- 1984 Mr. Teenage Los Angeles (w kategorii krótkiej i ogólnej)
- 1984 Nastoletni Mr. Kalifornii
- 1985 Nastoletni Mr. Orange County
- 1985 Teenage National Championships
- 1985 Jr. World Championships
- 1986 Jr. National Championships - 12. miejsce w wadze ciężkiej
- 1987 Mr. Kalifornii - w wadze ciężkiej i klasyfikacji ogólnej
- 1987 National Championships - w wadze ciężkiej i klasyfikacji ogólnej
- 1988 Mr. Olympia – 13. miejsce
- 1990 Pro Ironman Champion
- 1990 Mr. Olympia – 3. miejsce
- 1990 Arnold Classic Champion (stracił tytuł z powodu niezaliczonego testu narkotykowego)
- 1991 Mr. Olympia – 5. miejsce
- 1991 Arnold Classic Champion
- 1992 Mr. Olympia – 4. miejsce
- 1993 Mr. Olympia – 3. miejsce
- 1994 Mr. Olympia – 2. miejsce
- 1995 Mr. Olympia – 4. miejsce
- 1996 Mr. Olympia – 2. miejsce
- 1997 Mr. Olympia – 3. miejsce
- 1998 Mr. Olympia – 5. miejsce
- 1999 Mr. Olympia – 5. miejsce
- 2000 Mr. Olympia – 4. miejsce
- 2001 Mr. Olympia – 4. miejsce
- 2007 Wprowadzony do hali sław profesjonalnej kulturystyki IFBB (w styczniu 2007)